# 拍謝少年
拍謝少年（英語：Sorry Youth，台語：pháinn-sè siàu-liân 歹勢少年)，是一個來自台灣的台語搖滾樂團，成立於2005年。現任成員為吉他手維尼、貝斯手薑薑及鼓手宗翰。
初期創作以樂器演奏為主，現轉向台語搖滾，創作敘事關注於青春、生活百態、轉型正義等題材。
2012年首張專輯《海口味》延續樂團早期後搖滾風格，並奠定台語搖滾路線。2017年底睽違五年的第二張專輯《兄弟沒夢不應該》，榮獲2018年金曲獎最佳裝幀設計、金音獎最佳搖滾專輯。2018年起連續三張創作專輯獲金音創作獎最佳搖滾專輯獎肯定。樂團足跡巡迴各大音樂祭，擴及日本、韓國、加拿大、香港、泰國等地，甚或是廟口、羊肉爐店、保齡球館與獨立書店等場域。

## 樂團歷程
2005年，春天吶喊過後開始組團，團名取為 Sorry Youth 作為對美國搖滾樂團 Sonic Youth 的致敬。創團初期以樂器演奏為主，後來以台語創作後便將團名以台語翻譯為「拍謝少年」。
2012年，推出第一張專輯《海口味》。專輯封面以虱目魚做為主視覺意象，虱目魚也進而演變為拍謝少年的代表物。
2017年，發行第二張專輯《兄弟沒夢不應該》，並獲得金曲獎最佳裝幀設計、金音獎最佳搖滾專輯。
2018年，由三人正式成立「海口味有限公司」，並於2019年執行大港開唱音樂祭。
2021年，發行新專輯《歹勢好勢》，並在募資階段以300萬元打破台灣樂團募資史上最高紀錄。。
2024年，發行新專輯《噪音公寓》，並在募資階段以600萬元打破自己創下的台灣樂團募資史上最高紀錄。

## 音樂作品

### 錄音室專輯
| 排序 | 發行年 | 專輯名稱           | 曲目 |
| 1    | 2012年 | 《海口味》         | 曲目列表 1. 深海的你 2. 我們苦難的蘋果班 3. 貳伍這冬 4. 海馬迴 5. 新迪爵戀曲 6. 夢中見 7. 無題 8. 台十七 9. 湯姆熊                                                                                  |
| 2    | 2017年 | 《兄弟沒夢不應該》 | 曲目列表 1. 兄弟沒夢不應該 2. 北海老英雄 3. 佮你的灶跤 4. 契囝 5. 輸贏囥一邊 6. 朋友啊 7. 骨力走傱 8. 暗流                                                                                          |
| 3    | 2021年 | 《歹勢好勢》       | 曲目列表 1. 你愛咱的無仝款 2. 時代看顧正義的人（feat. 柯仁堅） 3. 百百人生（feat. 陳惠婷） 4. 踅夜市（feat. 余佩真） 5. 歹勢中年 6. 出巡（feat. 三牲獻藝） 7. 望時間會留 8. 山盟 9. 佇世界安靜的時  |
| 4    | 2024年 | 《噪音公寓》       | 曲目列表 1. INTRO 2. 噪音公寓* 3. 佇驚惶中騎車 4. 共身軀完全放予去*（feat. 鄭宜農） 5. 踅神夢* 6. 袂赴啊（feat. 曹雅雯） 7. 我閣有偌濟時間 8. 愛是啥貨 9. 世界第一戇（feat. 謝銘祐） * 代表先行單曲 |

### Demo
| 排序 | 發行年 | 專輯名稱   | 曲目                                            |
| 2?   | 2006年 | 《Demo 2》 |                                                 |
| 3?   | 2009年 | 《Demo 3》 | 1. 我們苦難的蘋果班 2. 霸道武者魔殺驅 3. 台十七 |

### 單曲

#### 合唱
| 發行年 | 歌手           | 曲目     | 專輯名稱 |
| 2020年 | 黃子軒與山平快 | Hotel    | 上鄉     |
| 2022年 | 曹雅雯         | 食菜個刀 | 禁       |
| 2024年 | 蔡秋鳳         | 那走那喝 | 戲台     |

## 演出經歷
- 大港開唱 Megaport Festival：2010～12、2015、2017、2019、2021～25[23]
- 浮現祭 Emerge Fest：2019～25（全勤）
- 蚵寮漁村小搖滾：2012、2014～15、2022（全勤[24]）
- 浪人祭：2019～21、2023～24
- 野台開唱 FORMOZ FESTIVAL：2013

### 2025
- 2025世界母語日－國家語言生活節
- 2024 獨書祭．改
- 𝗖𝗟𝗔𝗡𝗚克浪! 𝟮𝟬𝟮𝟱( 新加坡）
- 大港開唱 Megaport Festival
- 2025 吉姆hen醉音樂節Jim Hen Drunk Beer Festival

### 2024
- Roving Nation Festival 漂遊者森林音樂祭
- 星空音樂節
- FLAKE RECORDS 18TH ANNIVERSARY TONE FLAKES vol.163(Japan）
- SMOOTH LIKE GREENSPIA 2024 with Mellow Fellow(Japan）
- FM802 35th Anniversary "Be FUNKY!!" MINAMI WHEEL 2024(Japan）
- 桃園鐵玫瑰音樂節 Taoyuan Iron Rose Music Festival
- 《報導者》六樓的辦公室音樂會 𓂅 𓂅 LIVE ＆ BREATHE —— ！
- 守護台灣-2024數念史明音樂會
- 新北市貢寮國際海洋音樂祭
- 2024 吉姆hen醉音樂節Jim Hen Drunk Beer Festival
- 2024 TIFA開幕派對

### 2023
- 寫信馬拉松- 台中場
- Big Mountain Music Festival(Thailand)
- 向宇宙下訂單 Parallel Universes Live Concert
- LUCfest 貴人散步音樂節 (暨臺南城市音樂節)
- BiKN shibuya(Japan）
- 2023有事青年節
- Takao Rock 打狗祭
- ROCK IN TAICHUNG 搖滾台中
- 福爾摩沙北海岸藝術季
- ITAMI GREENJAM'23(Japan）
- Tokyo Calling 2023(Japan）
- Taiwan Plus 2023 台灣吉日(Japan）
- 臺南臺語月
- 河海音樂節
- Stepping Stone Festival(Korea）
- StreetVoice Park Park Carnival
- 城市探險計畫
- 搖滾北投
- Spring Wave Festival 春浪
- 國家語言生活節

### 2022
- 出來面對 Face to Festival
- 2022 台灣祭 Taiwan Music Festival
- 拚場piànn-tiûnn 〈勻境ûn-king〉
- 第二屆有事青年節
- 高雄春天藝術節 草地音樂會
- 蚵寮漁村小搖滾 前夜祭的前夜祭
- 勻境 ûn-king 戶外公演
- 夢夢夢 沈醉式演唱會 線上版
- 2022年元旦總統府升旗典禮
- 台秋祭 2022

### 2021
- B Festival x 八十八顆芭樂籽 25th ANNIVERSARY
- 春浪音樂節 Spring Wave Music and Art Festival
- 酒豪傳說｜歹勢好勢搶聽場
- 2021 搖滾台中 ROCK IN TAICHUNG⁣（線上直播）
- 110 年國慶晚會⁣（線上直播）
- 喔北搖音樂節 Oh! Shake it! Music Festival
- 【百年追求．世紀之約】臺灣文化協會一百年紀念會（線上直播）
- 陳柏惟反罷免「台灣民主轉骨湯」音樂會
- 太平青鳥開幕｜山海音樂夜
- 2021 大路邊之聲 x 台式搖滾
- 2021 萬華大鬧熱
- 2021 新竹市東風音樂祭

### 2020
- 台北燈節《展風神》 Taipei Lantern Festival
- 共生音樂節 Gong Sheng 228
- 高雄流行音樂中心 零時起義｜拍謝少年 w.淺堤
- WAU！Vol. 1 Our Daydream Nation 拍謝少年
- 2020 嘉義有事青年節
- 公視台語台台慶
- 東海岸大地藝術節 TECLandArts Festival
- 新竹縣青少年戲劇節
- 爛泥發芽 Breaking Mud Fest.
- 來都來了 w. 2HRs、台灣通勤第一品牌
- 海湧祭 hái-éng festival
- 南吼音樂季
- 2020 DigiWave
- 2020嘉義市搖滾音樂祭
- 新文化運動月：本島音樂祭
- 舊城派對 w. 黃子軒＆山平快
- 前草創創生活節
- 穀稻秋聲-2020富里山谷草地音樂節
- 2020駁二嬉啤派對-哭妖祭
- 冬季取暖
- Roving Nation Festival 漂遊者森林音樂祭
- 高科大相揪來玩藝
- LUCfest 貴人散步音樂節 (暨臺南城市音樂節 Tainan Music City )
- 萬華大鬧熱 Roar Now Bangkah
- 鼓神祭 Drum God Festival
- 吹狗螺音樂生活節
- Simple Life 簡單生活節
- 基隆嗨轟跨年音樂節 Keelung Crazy New Year Countdown Festival

### 2019
- 覺醒音樂祭 Wake Up Festival
- 苑裡菜市場音樂會
- 大港開唱 Megaport Festival  ft.安溥
- 自由之路藝術節 Art Freedom Era
- 臺灣文博會Creative Expo Taiwan  ft.陳錫煌掌中劇團
- 爛泥發芽 Breaking Mud Fest.
- 台大音樂節 NTU Music Festival
- 吵東吳派對 We'ed Party for SCU
- 月見ル君想フ DANCE HALL ｜Gym and Swim ＆ Sorry Youth (Japan）
- 森、道、市場 （页面存档备份，存于） Mori, Michi, Ichiba  (Japan）
- 2019台北霞海城隍文化節｜香火non-stop 音樂會
- 大溪大禧 神嬉舞夜
- 大吉他時代 w. 風籟坊、熱寫生
- 《莫欺少年熊》拍謝少年+體熊專科. This Town Needs, Hongkong）
- 府城台語月《台語蹽落去》
- 새소년 SE SO NEON LIVE「回歸」w.拍謝少年
- 桃園電影節TAOYUAN FILM FESTIVAL 開幕特別演出
- 加拿大台灣文化節 Taiwan Fest Canada （Canada）
- 搖滾臺中 ROCK IN TAICHUNG 2019
- 笑傲搖滾音樂祭 SHOUTOUT Fest
- 小豆島音樂祭 shima fes SETOUCHI (Japan）
- Zandari Festa (잔다리페스타) （页面存档备份，存于）（South Korea）
- 十貳劇場《海島浪人》
- 駁二嬉啤派對-萬聖乾杯 百鬼舞台
- 撐香港，要自由 Freedom is not Free
- 2019 FireBall Fest. 火球祭
- 蔡英文衝一波｜社群之夜
- 沙漠音樂節 Desert PARTY 2019
- WILDER LAND 2019
- 台南跨年府城搬戲

### 2018
- 搖旗吶喊音樂節
- 鐵玫瑰音樂節
- Youtube Fanfestival
- 駁二嬉啤派對
- 綠空鐵道音樂會
- Asia Rolling Music Festival
- 稻江文化音樂季
- 甘噪祭 Sweet Sound Festival
- Love Love Rock 愛愛搖滾帳篷音樂節
- 兄弟沒夢不應該There Cafe專場
- Takao Rock Festival
- 好家在台灣
- 日曜 Live：ドミコ / domico w/拍謝少年
- 2018映像節
- 城事生活節

### 2017
- 存在‧自由 宜蘭縣言論自由日
- 覺醒音樂祭Wake Up festival
- 艋舺青山祭

### 2016
- 李文政：北海老英雄國美館演出
- 內地搖滾音樂祭 INLAND ROCK
- 華文朗讀節 Wordwave Festival
- 車庫103搖滾派對

### 2015
- TAIWANDERFUL / 台ワンダフル  (Japan）
- SUMMER SONIC  (Japan）
- Infrasound 音伏線 (Hong Kong)
- 內地搖滾音樂祭 INLAND ROCK
- 巨獸搖滾音樂祭
- 車庫103搖滾派對

### 2014
- 搖滾辦桌
- 大彩虹音樂節 Rainbowbay Festival
- StreetVoice Park Park Carnival

### 2013
- 大彩虹音樂節 Rainbowbay Festival

## 其他合作
- 2020	KFC Live Session feat. Sorry Youth
- 2019	YAMAHA Scooter Tune SorryYouth feat Yamaha EC-05
- 2018 	紅盒子紀錄片主題曲 Documentary Theme song of "Fathers"
- 2018	Toyota 紀錄片《青春走傱》演出[28]
- 2017 	台北金馬影展 Taipei Golden Horse Film Festival CM曲
- 2015 	蚵子寮漁村紀事紀錄片曲 Theme song of Small Oyster Rock in Kezailiao
- 2013 	拔一條河紀錄片曲 Theme song of "Bridge Over Troubled Water"

## 獎項紀錄

### 金曲獎
| 年份 | 屆次         | 專輯               | 獎項           | 入圍               | 結果 |
| ---- | ------------ | ------------------ | -------------- | ------------------ | ---- |
| 2013 | 第24屆金曲獎 | 《海口味》         | 最佳專輯包裝獎 | 《海口味》         | 提名 |
| 2018 | 第29屆金曲獎 | 《兄弟沒夢不應該》 | 最佳裝幀設計獎 | 《兄弟沒夢不應該》 | 獲獎 |

### 金音創作獎
| 年份 | 屆次             | 專輯               | 獎項           | 入圍               | 結果 |
| ---- | ---------------- | ------------------ | -------------- | ------------------ | ---- |
| 2018 | 第9屆金音創作獎  | 《兄弟沒夢不應該》 | 最佳專輯獎     | 《兄弟沒夢不應該》 | 提名 |
| 2018 | 第9屆金音創作獎  | 《兄弟沒夢不應該》 | 最佳搖滾專輯獎 | 《兄弟沒夢不應該》 | 獲獎 |
| 2021 | 第12屆金音創作獎 | 《歹勢好勢》       | 最佳樂團獎     | 《歹勢好勢》       | 提名 |
| 2021 | 第12屆金音創作獎 | 《歹勢好勢》       | 最佳搖滾專輯獎 | 《歹勢好勢》       | 獲獎 |
| 2024 | 第15屆金音創作獎 | 《噪音公寓》       | 最佳搖滾專輯獎 | 《噪音公寓》       | 獲獎 |
| 2024 | 第15屆金音創作獎 | 《噪音公寓》       | 最佳樂團獎     | 《噪音公寓》       | 提名 |
| 2024 | 第15屆金音創作獎 | 《噪音公寓》       | 最佳專輯獎     | 《噪音公寓》       | 提名 |

## 政治參與

### 參與青鳥行動
樂團政治色彩親綠。吉他手維尼於噪音公寓發片記者會受訪表示：「我們這一代的人都很關心國家大事，人們如果關心一件事情，就會想去現場。」

## 外部連結
- 拍謝少年的Facebook專頁 （页面存档备份，存于）
- 拍謝少年的Instagram專頁 （页面存档备份，存于）
- 拍謝少年的Twitter專頁
- 拍謝少年的官方網站 （页面存档备份，存于）
- 拍謝少年的官方部落格 （页面存档备份，存于）
- 拍謝少年的Youtube頻道 （页面存档备份，存于）